# Phaedrotoma pseudonitida
Phaedrotoma pseudonitida är en stekelart som först beskrevs av Josef Fahringer 1943.  Phaedrotoma pseudonitida ingår i släktet Phaedrotoma och familjen bracksteklar. Inga underarter finns listade i Catalogue of Life.